# (8751) Nigricollis
(8751) Nigricollis ist ein Asteroid des äußeren Hauptgürtels, der am 24. September 1960 von dem niederländischen Astronomenehepaar Cornelis Johannes van Houten und Ingrid van Houten-Groeneveld entdeckt wurde. Die Entdeckung geschah im Rahmen des Palomar-Leiden-Surveys, bei dem von Tom Gehrels mit dem 120-cm-Oschin-Schmidt-Teleskop des Palomar-Observatoriums aufgenommene Feldplatten an der Universität Leiden durchmustert wurden.
Der Asteroid ist Mitglied der Koronis-Familie, einer Gruppe von Asteroiden, die nach (158) Koronis benannt ist. Die zeitlosen (nichtoskulierenden) Bahnelemente von (8771) Nigricollis sind fast identisch mit denjenigen von sechs kleineren, wenn man von der Absoluten Helligkeit von 15,0, 15,8, 16,3, 16,1, 16,0 und 16,5 gegenüber 14,0 ausgeht, Asteroiden: (60183) Falcone, (150597) 2000 WA140, (168386) 1997 SR23, (201818) 2003 YJ19, (229264) 2005 AR31 und (239418) 2007 TY93.
(8751) Nigricollis ist nach dem Schwarzhalstaucher benannt, dessen wissenschaftlicher Name Podiceps nigricollis lautet. Zum Zeitpunkt der Benennung des Asteroiden am 2. Februar 1999 befand sich der Schwarzhalstaucher auf der niederländischen Roten Liste gefährdeter Arten.